# Luigi De Manincor
Luigi De Manincor (14 de julio de 1910-13 de febrero de 1986) fue un deportista italiano que compitió en vela en la clase 8 Metre. Participó en dos Juegos Olímpicos de Verano en los años 1936 y 1948, obteniendo una medalla de oro en Berlín 1936 en la clase 8 Metre.

## Palmarés internacional
| Juegos Olímpicos | Juegos Olímpicos  | Juegos Olímpicos | Juegos Olímpicos |
| Año              | Lugar             | Medalla          | Clase            |
| ---------------- | ----------------- | ---------------- | ---------------- |
| 1936             | Berlín (Alemania) | Medalla de oro   | 8 Metre          |